# Chicago Teachers Union
De Chicago Teachers Union (CTU) is een vakbond voor leerkrachten, schoolartsen en ander onderwijspersoneel in de Chicago Public Schools (CPS), de openbare scholen van de Amerikaanse grootstad Chicago (Illinois). De CTU zet zich in voor betere werkomstandigheden, lonen en werkzekerheid voor haar leden en voor de verbetering van het openbare onderwijs in Chicago. Ze telt meer dan 25.000 leden (2018).
De vakbond werd in 1937 opgericht als Local 1 van de American Federation of Teachers (AFT) en was de grootste en meest actieve afdeling tot de jaren 1960. In 1966 won de CTU het recht om collectieve onderhandelingen te voeren en in de jaren 70 en 80 staakten de leden meermaals. Sinds 2010 wordt de vakbond geleid door de Caucus of Rank and File Educators (CORE), een progressieve groepering die sterk inzet op grassroots organizing en de betrokkenheid van leerlingen, ouders en buren. In september 2012 hield de CTU de eerste staking in 25 jaar tijd. In oktober 2019 gingen de werknemers opnieuw 14 dagen in staking over de inhoud van hun contracten. Van 2010 tot 2014 leidde scheikundelerares Karen Lewis de vakbond, sindsdien is leerkracht maatschappelijke vorming Jesse Sharkey voorzitter.
De Chicago Teachers Union is aangesloten bij de Illinois Federation of Teachers (IFT), de Chicago Federation of Labor (CFL) en de AFL-CIO.